# أكسل ريد
أكسل ريد هي مغنية وملحنة وممثلة بلجيكية، ولدت في 15 فبراير 1968 في هاسلت في بلجيكا. من الجوائز التي نالتها وسام الفنون والآداب الفرنسي سنة 2006.

## جوائز
- وسام الفنون والآداب الفرنسي (2006)

## وصلات خارجية
- الموقع الرسمي
- أكسل ريد على موقع IMDb (الإنجليزية)
- أكسل ريد على موقع ألو سيني (الفرنسية)
- أكسل ريد على موقع ميوزك برينز (الإنجليزية)
- أكسل ريد على موقع أول ميوزيك (الإنجليزية)
- أكسل ريد على موقع ديسكوغز (الإنجليزية)
- أكسل ريد على موقع قاعدة بيانات الفيلم (الإنجليزية)
- أكسل ريد على موقع كينوبويسك (الروسية)